# Hexatoma (Eriocera) tibetana
Hexatoma (Eriocera) tibetana is een tweevleugelige uit de familie steltmuggen (Limoniidae). De soort komt voor in het Palearctisch gebied.